# Talsperre Águas Claras
Die Talsperre Águas Claras (portugiesisch Barragem de Águas Claras) liegt in der Region Alentejo Portugals im Distrikt Beja. Sie staut den Barranco do Morgado. Die Kleinstadt Aljustrel befindet sich ungefähr 500 m östlich der Talsperre. Die Talsperre Rejeitados liegt ca. 400 m unterhalb der Talsperre Águas Claras.
Mit dem Projekt zur Errichtung der Talsperre wurde im Jahre 1990 begonnen. Die Talsperre war im Besitz von Pirites Alentejanas, S.A (PA). Am 5. Februar 2009 wurde PA von Lundin Mining an MTO SGPS, SA. verkauft.

## Absperrbauwerk
Das Absperrbauwerk ist ein Staudamm mit einer Höhe von 28 m über der Gründungssohle (26 m über dem Flussbett). Die Dammkrone liegt auf einer Höhe von 163 m über dem Meeresspiegel. Die Länge der Dammkrone beträgt 340 m und ihre Breite 7 m. Das Volumen des Staudamms umfasst 192.000 m³.
Der Staudamm verfügt über eine Hochwasserentlastung, über die maximal 7,5 m³/s abgeleitet werden können. Das Bemessungshochwasser liegt bei 15,02 m³/s; die Wahrscheinlichkeit für das Auftreten dieses Ereignisses wurde mit einmal in 1.000 Jahren bestimmt.

## Stausee
Beim normalen Stauziel von 161,25 m (maximal 162 m bei Hochwasser) erstreckt sich der Stausee über eine Fläche von rund 0,32 km² und fasst 2,1 Mio. m³ Wasser. Das minimale Stauziel liegt bei 140 m.